# Rhipidia (Eurhipidia) garrula
Rhipidia (Eurhipidia) garrula is een tweevleugelige uit de familie steltmuggen (Limoniidae). De soort komt voor in het Palearctisch gebied.